# Wedgwood Nowell
Pour les articles homonymes, voir Nowell.
Wedgwood Nowell est un acteur américain né le 4 janvier 1878 à Portsmouth (New Hampshire), et mort le 17 juin 1957 à Philadelphie (Pennsylvanie).

## Filmographie partielle
- 1919 : Âme hindoue (The Man Beneath) de William Worthington
- 1923 : The West~Bound Limited d'Emory Johnson
- 1935 : Une nuit à l'opéra (A Night at the Opera) de Sam Wood
- 1936 : The Big Show de Mack V. Wright
- 1936 : Dix ans de mariage (To Mary – with Love) de John Cromwell
- 1938 : Vacances (Holiday) de George Cukor
- 1938 : Vous ne l'emporterez pas avec vous (You Can't Take It With You) de Frank Capra
- 1944 : Laura d'Otto Preminger
- 1945 : Le Roman de Mildred Pierce (Mildred Pierce) de Michael Curtiz